# Samuel Annesley

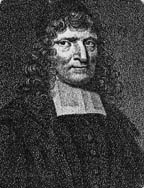
Samuel Annesley

Samuel Annesley (* 1620 in Kellingworth bei Warwick, Mittelengland; † 31. Dezember 1696) war ein englischer anglikanischer puritanischer Pastor. Am bekanntesten war er für seine Morning exercises, eine Sammlung von Predigten.

## Leben
Annesley wurde als Sohn von John Aneley geboren. Er war verwandt mit Arthur Annesley, dem ersten Earl of Anglesey. 1635 wurde er zum Studium am Queens College der University of Oxford zugelassen, wo er seinen B.A. und den M.A. erwarb.
Am 26. Juli 1648 predigte er vor dem House of Commons und im gleichen Jahr bekam er die Ehrendoktorwürde der Universität Oxford verliehen. 1657 wurde er zum Lecturer für St Paul’s ernannt.
Samuel Annesley hatte eine große Familie (25 Kinder). Eine Tochter, Elizabeth, heiratete John Dunton. Eine andere, Susanna wurde die Frau von Samuel Wesley und die Mutter von John und Charles Wesley.
Er verstarb am 31. Dezember 1696. Seine Begräbnispredigt wurde von Daniel Williams gehalten und Daniel Defoe schrieb ein Klagelied anlässlich seines Todes. Er wurde auf dem Friedhof der Kirche St. Leonhard's in Shoreditch, London beigesetzt.

## Werke
Seine Werke bestanden aus mehreren Predigten, welche separat veröffentlicht wurden. Zudem brachte er eine Sammlung von Predigten unter dem Titel Morning Exercises heraus und schrieb verschiedene Biographien, wovon sich die bekannteste mit dem Leben des geistlichen Thomas Brand beschäftigte.